# ماركيز تيج
ماركيز تيج (بالإنجليزية: Marquis Teague)‏ مواليد 28 فبراير 1993 في إنديانابوليس، هو لاعب كرة سلة أمريكي بدأ مسيرته الاحترافية في سنة 2012 حيث تم اختياره من قبل فريق شيكاغو بولز خلال الدرافت ويحمل الرقم 10. يبلغ طوله 6 قدم 2 بوصة (1.9 م).

## فرق لعب لها
- شيكاغو بولز
- بروكلين نتس

## إحصائيات المسيرة

### الموسم الاعتيادي
| السنة   | الفريق      | لعب | بدأ | دقيقة | ميداني% | ثلاثية | حرة  | ارتداد | صنع | استلاب | تصدي | نقطة |
| ------- | ----------- | --- | --- | ----- | ------- | ------ | ---- | ------ | --- | ------ | ---- | ---- |
| 2012–13 | شيكاغو بولز | 48  | 0   | 8.2   | .381    | .174   | .563 | 0.9    | 1.3 | 0.2    | 0.1  | 2.1  |
| 2013–14 | شيكاغو بولز | 19  | 2   | 12.7  | .242    | .200   | .688 | 1.0    | 1.5 | 0.1    | 0.2  | 2.4  |
| 2013–14 | بروكلين نتس | 21  | 1   | 9.6   | .415    | .375   | .789 | 1.0    | 1.4 | 0.4    | 0.0  | 3.0  |
| المسيرة |             | 88  | 3   | 9.5   | .349    | .220   | .686 | 1.0    | 1.4 | 0.2    | 0.1  | 2.3  |

### التصفيات
| السنة   | الفريق      | لعب | بدأ | دقيقة | ميداني% | ثلاثية | حرة  | ارتداد | صنع | استلاب | تصدي | نقطة |
| ------- | ----------- | --- | --- | ----- | ------- | ------ | ---- | ------ | --- | ------ | ---- | ---- |
| 2013    | شيكاغو بولز | 8   | 0   | 9.0   | .294    | .000   | .000 | 0.4    | 1.5 | 0.3    | 0.1  | 1.3  |
| المسيرة |             | 8   | 0   | 9.0   | .294    | .000   | .000 | 0.4    | 1.5 | 0.3    | 0.1  | 1.3  |

## روابط خارجية
- ماركيز تيج على موقع الاتحاد الدولي لكرة السلة (الإنجليزية)
- ماركيز تيج على موقع إن بي أي (الإنجليزية)
- ماركيز تيج على موقع سبورتس رفرنس (الإنجليزية)
- ماركيز تيج على موقع كرة السلة الأوروبية.كوم (الإنجليزية)
- ماركيز تيج على موقع إي إس بي إن.كوم (الإنجليزية)
- ماركيز تيج على موقع كلية كرة السلة في سبورتس رفرنس.كوم (الإنجليزية)
- ماركيز تيج على موقع ريلجم (الإنجليزية)
- ماركيز تيج على موقع بروبوليرز (الإنجليزية)
- ماركيز تيج على موقع سبورتس رفرنس (الإنجليزية)
- ماركيز تيج على موقع سبورتس رفرنس (الإنجليزية)